# Vranovci
Vranovci su naselje u općini Bukovlje u Brodsko-posavskoj županiji. Vranovci su u novije vrijeme kućama povezani s općinskim središtem - Bukovljem, udaljeni 7 km od sjedišta Brodsko-posavse županije Slavonskog Broda. Nalaze se uz županijsku cestu Bukovlje-Trnjani, s odvojkom za Šušnjevce. 
Selo je pripadalo tomičkom posjedu kojim su upravljali Truteljevići. Na vojnom zemljovidu iz 1780. Vranovci su selo s 25 uvrstanih kuća s obje strane zemaljske ceste.

## Stanovništvo
Prema popisu stanovništva iz 2011. godine Vranovci su imali 644 stanovnika. 
| broj stanovnika | 248   | 295   | 233   | 280   | 362   | 401   | 377   | 456   | 458   | 470   | 472   | 490   | 446   | 475   | 644   | 644   | 575   |
|                 | 1857. | 1869. | 1880. | 1890. | 1900. | 1910. | 1921. | 1931. | 1948. | 1953. | 1961. | 1971. | 1981. | 1991. | 2001. | 2011. | 2021. |

## Šport
- NK Bratstvo, nogometni klub